# العلاج بالغذاء الصيني

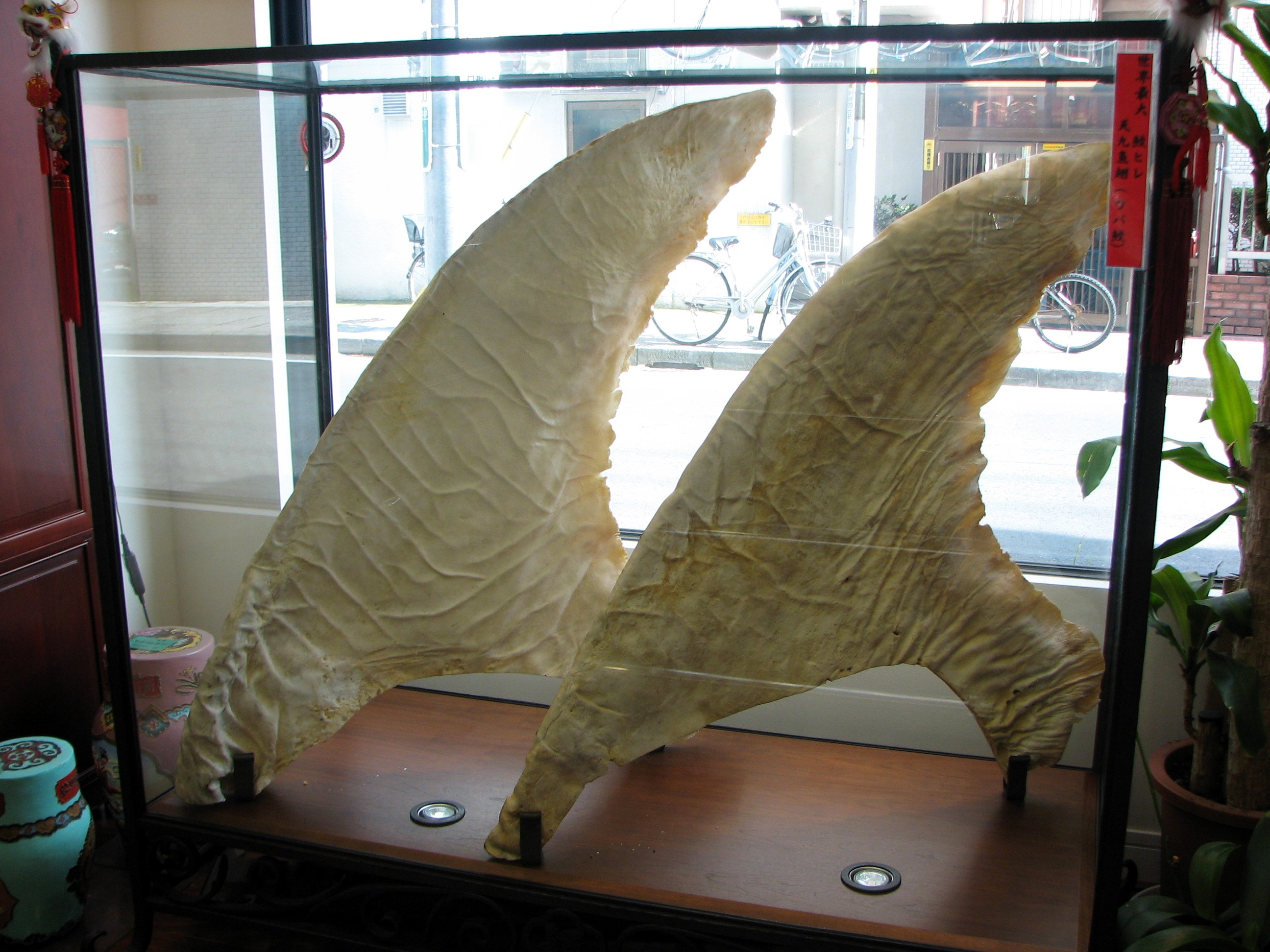

العلاج البديل أو العلاج بالغذاء الصيني (الصينية المبسطة: 食疗؛ الصينية التقليدية: 食療؛ بينيين: shíliáo؛ حرفيا: «العلاج الغذائي»، ويسمى أيضاً العلاج الصحي أو العلاج الغذائي) وهو اتباع نظام غذائي من جذور المفاهيم الصينية وماهية تأثيرالطعام على أعضاء الإنسان، وتركز على مفاهيم مثل تناول الطعام باعتدال. وتعد المبادئ الأساسية مزيجاً من وجهات النظر الشعبية والمفاهيم المستمدة من الطب الصيني التقليدي. وكانت التناظرية العلميه قبل النظير العلمي للعلاج بالتغذية الطبية الحديثة، فقد كانت النسخة الصينية للعلاج بالغذاء الصيني تدور مابين الفن والعلاج الغذائي، وكان هذا قبل أن تسمح علوم الأحياء والكيمياء باكتشاف المعرفة الفسيولوجية الحالية. وقد أطلق عليه اسم الطب البديل.
لفترة طويلة كان العلاج الغذائي نهج مشترك عن الصحة بين الشعب الصيني في كل من الصين وخارجها، فعندما وصلت الكتب للقراء الغربيين في عام 1990م نشرت كتب مثل كتاب تاو للأكل الصحي (Flaws 1995a) وحكم المطبخ الصيني (يونغ 1999م-young 1999).

## المنشأ
كان هناك العديد من كتب الطبخ والأطروحات عن المواد الغذائية الصينية (أصبحت ضائعة)، في البداية اهتم الصينيون بالغذاء ولكن لا أحد منهم كان يركز على القيمة الطبية. في الكتاب الأدبي (الحياة مغذية) للكاتب (yangsheng 養生) قد وضح الكاتب نصيحته عن الطعام وكيفية بلوغه للخلود، فمثل هذه الكتب قد كانت السلائف الوحيدة للعلاج الغذائي لأنها لم تصف منهجية تأثير المواد الغذائية كلاً على حده، في أقرب نص يشرح الغذاء الصيني وهو فصل من فصول كتاب «وصفات تساوى وزنها ذهباً» لكاتبه "Sun Simiao'" للكاتب (فاينجن فانغ)في فصل الشمس ساميوا الذي أكتملت في عهد أسره (Qianjin Fang 千金方)لعام650م فقدشرح فيه اقرب استخدام لمصطلح العلاج الغذائي (shiliao)، فذكر بأنه يريد أن يقدم معرفة حالية عن يعرف حالة الطعام وكيف يقنع الأشخاص الذين يعانون من مرض ما يريدون بتناول الطعام بدلاً من العقاقير، ويتضمن الفصل 154 فصلا مقسما إلى أربعة اقسام: الفواكة والخضروات واللحوم والحبوب، حيث أنه الشمس شرح الخصائص الغذائية الفردية مع مفاهيم مستعارة من مخطوطة «هوانغدي نيجين» من الأمبراطور الأصفر كانون الداخلي: كالأحشاء والجوهريه الحيوية (jing 精)والمراسلات بين خمس مراحل وخمس حبوب وخمس نكهات (الحامض والمر والحلو ولاذع ومالح)
وقد عين أيضاً عدداً كبيراً من المحظورات الغذائية (shijin 食禁)وبعض تلك المحظورات قائمه على اساس مفاهيم أيام السنة (مثل: لا للمياه الكستنائيه في الشهر السابع) والبعض الأحر قائم على وجود تفاعلات وهميه بين الأطعمة (عدم شرب النبيذ مع لحم الخيل) أو بين نكهات مختلفة. أخرى.
فتلميذ«سن»(Shen (孟詵)قد جمع أول عمل له وقد كان عن القيمة العلاجية للمواد الغذائية: كخواص المواد الغذائية (العلاج بخواص المواد الغذائية" Shiliao bencao 食療本草") فلم ينقل عمله ولكن ذكرت بعض من أعماله في النصوص السابقه مثل نص (Ishinpō) الياباني في القرن العاشر ميلادي.وتم العثور على جزء من مخطوطات دونهوانغ التي تظهر بعض من الباقين على قيد الحياة، فقد قدم الشمس «سن» معلومات عن كيفية تحضيرالمواد الغذائية بدلاً من وصف خصائصها، فأعمال الشمس سن ومنغ شين انشئت نوع خاص من المواد الغئذائية وكيفية تطورها في القرون التالية.

## التعاليم
على الرغم من أن مبادئ العلاج بالغذاء الصيني ليست منتظمة ولا متطابقة في كل زمان ومكان، الا ان بعض المفاهيم الأساسية يمكن ان تصنف، فقسموا المواد الغذائية إلى أطعمة ساخنة وأطعمة باردة. «تسخين» (إعادة 熱؛ التسخين«). أو» تبريد«(يانغ 涼؛» بارد«). والطعام الساخن عادة مايحوي سعرات حرارية عالية ويتعرض للحرارة العالية في الطبخ ويحوي نكهات حريفة، حار أو بارده، أو قد تكون السخونة في اللون (أحمر، برتقالي)»، ويتضمن اللحوم الحمراء كلأحشاء والخبز والمنتجات المقلية والمشروبات الكحولية التي ينبغي تجنبها في فصل الصيف، ويمكن استخدامها لعلاج الأمراض «الباردة» مثل الشحوب المفرط، والبراز المائي، والتعب، وقشعريرة، وانخفاض درجة حرارة الجسم الناجمة عن عدد من الأسباب المحتملة، بما في ذلك فقر الدم. أما الأطعمة الباردة فمثل الخضار الخضراء وهي الطعام الأكثر شيوعاً بأنه بارده وهي منخفضة في السعرات الحرارية ومائية ومهدئه وحامضة عند التذوق ورائعة في اللون (الأبيض أو الأخضر. فأوصوا بالأطعمة الساخنه الباردة ليتم تناولها عند حدوث طفح جلدي ووجفاف واحمرار بالجلد وحرقة بالمعدة واعراض مشابهة للحرق وايضا التهاب في لحلق وتورم اللثة والمساك.